# Osby Station
Osby Station er en svensk jernbanestation i Osby på Södra stambanan.

## Trafik
Eneste togtrafik til og fra Osby, er Øresundstog[kilde mangler], der kører mellem Helsingør og Kalmar C via bl.a. Malmö C, Lund C, Hässleholm, Alvesta og Växjö.
| Foregående station      |  | Veolia            |  | Efterfølgende station |
| ----------------------- |  | ----------------- |  | --------------------- |
| Hässleholm Cmod Malmö C |  | ÖresundstågKalmar |  | Älmhultmod Kalmar C   |

| Jernbane | Spire Denne jernbaneartikel er en spire som bør udbygges. Du er velkommen til at hjælpe Wikipedia ved at udvide den. |

56°22′52″N 13°59′44″Ø / 56.381°N 13.9955°Ø
|  | Denne artikel om en bygning eller et bygningsværk kan blive bedre, hvis der indsættes et (bedre) billede. Du kan hjælpe ved at afsøge Wikimedia Commons for et passende billede eller lægge et op på Wikimedia Commons med en af de tilladte licenser og indsætte det i artiklen. |